# لو یونگ
لو یونگ (چینی: 陸永؛ زادهٔ ۱ ژانویهٔ ۱۹۸۶) وزنه‌بردار اهل چین است.
وی در مسابقات کشوری و بین‌المللی در مجموع برندهٔ ۳ مدال طلا، ۲ مدال نقره شده‌است.